# バトルスピリッツ ヒーローズ ソウル
『バトルスピリッツ ヒーローズ ソウル』 (Battle Spirits Heroes Soul) は、バンダイナムコゲームス（バンダイレーベル）より2010年3月11日に発売されたPlayStation Portable用ゲームソフト。

## 概要
人気カードゲーム『バトルスピリッツ』の世界観を元にしたカードアクションRPG。
戦闘はリアルタイムで行われ、400種類の『スピリット』、『マジック』、『ネクサス』のカードを使い分けてアクションが変化していく。